# Olga Zarzycka-Ręgorowicz
Olga Zarzycka-Ręgorowicz (ur. 2 maja 1900 we Lwowie, zm. 2 maja 1986) – polska poetka, działaczka narodowa na Górnym Śląsku, redaktorka pisma „Powstaniec”, pracownica wydziału prasowego Polskiego Komisariatu Plebiscytowego w Bytomiu w czasie powstań śląskich i plebiscytu.

## Życiorys
Urodziła się 2 maja 1900 we Lwowie. W 1918 zdała maturę w Stanisławowie.
Przybyła na Górny Śląsk z ramienia Uniwersytetu Lwowskiego. Była wtedy studentką filozofii. 
Po latach wspominała:

Podczas zajęć przy omawianiu kwestii śląskiej uderzył nas fakt podany przez profesora, że na Śląsku żyją Polacy, którzy mimo 600-letniej niewoli nie zatracili swego poczucia narodowego.

Młodzież akademicka powzięła wtedy uchwałę o powszechnym udziale w górnośląskiej kampanii plebiscytowej i gdy nastąpiło zawieszenie broni w walkach polsko-bolszewickich, polska młodzież, a wśród niej Zarzycka, wyruszyła na Górny Śląsk. Zgłosiła się jako jedna z pierwszych. Wyjechała w końcu listopada 1920 w kilkuosobowej grupie studentów z Uniwersytetu Lwowskiego i Politechniki Lwowskiej. Aby wjechać na Śląsk, musiała uzyskać wizę wjazdową we francuskim konsulacie w Warszawie, gdyż Śląsk znajdował się wówczas pod nadzorem Komisji Międzysojuszniczej. W paszporcie wpisano jej wówczas zawód „nauczycielka”.
Wspólnie z m.in. Janiną Giżycką i Haliną Stęślicką pracowała w Wydziale Prasowym i Organizacyjnym Polskiego Komisariatu Plebiscytowego. Organizowały one wiece i wygłaszały odczyty na temat m.in. szkolnictwa i reformy rolnej. Pisała artykuły i wierszyki do „Strzechy Śląskiej” pod pseudonimem „Iskra”. Jej pierwszy wiersz o Śląsku Z ziemi śląskiej (grudzień 1920) został opublikowany na początku stycznia 1921 we lwowskiej gazecie „Wiek Nowy”.
Wchodziła w skład redakcji pisma „Powstaniec”, w której prócz niej działali Ludwik Ręgorowicz (jej późniejszy mąż), Jerzy Czoponowski, Zdzisław Wilusz. Dołączyła do zespołu redakcyjnego w 1921, kiedy redakcja mieściła się Bielszowicach. Weszła w skład Wydziału Prasowego Grupy „Wschód”.
Następnie 16 maja redakcja została przeniesiona do budynku szkoły powszechnej przy ul. Rawy na Zawodziu i odtąd jej samodzielność ograniczono. Weszła w skład Wydziału Prasowego Naczelnej Komendy Wojsk Powstańczych Górnego Śląska, mieszczącego się w Szopienicach; odtąd „Powstaniec” miał być naczelnym organem powstania. Następnie druk pisma przeniesiono do zakładów Karola Miarki w Mikołowie, gdzie zamieszkał na stałe prof. Wilusz, aby na miejscu przypilnować wydawnictwo.
Prócz dostarczania materiału do „Powstańca" redakcja pełniła także funkcję biura prasowego, przekazując informacje przedstawicielom pozostałej prasy, której reprezentanci codziennie rano przychodzili po wiadomości. W redakcji zajmowano się również układaniem różnych ulotek i odezw. Zredagowano też kilka numerów pisma powstańczego w języku niemieckim.
Swoje teksty Zarzycka podpisywała najczęściej imieniem i inicjałem nazwiska lub inicjałami imienia i nazwiska. Krytycznie wyrażała się na temat polityki Anglii wobec Polski. Była zwolenniczką zdecydowanej postawy powstańców aż do osiągnięcia zamierzonych celów, czyli do wywalczenia przynależności Górnego Śląska do Polski. Na łamach „Powstańca” zamieszczała też Obrazki z powstania w odcinkach.
Pisała sporadycznie okolicznościowe wiersze, np. Chcą sprzedać kraj nasz dyplomaci, Dziś jedna tylko jest granica. W majowym numerze „Powstańca" znaleźć możemy wiersz jej pióra:

Powstaniec
Czyn powstał wielki! Bo swą dłonią twardą
Zerwał odwieczny krzyżacki kaganiec
I z dumnem czołem w boje poszedł hardo
Śląski powstaniec!

Krew da i życie, a gdy trzeba będzie
Bez wahań pójdzie na ostatni szaniec!
Wbrew dyplomatom zwycięstwo zdobędzie
Śląski powstaniec!

Niektóre jej wiersze stały się tekstami powstańczych piosenek: Nie złożym broni, Dziś jedna tylko jest granica, Powstańców nie wiążą wersalskie traktaty i Gdy handlarska Anglia, Włochy i Prusacy oraz Chcą sprzedać kraj nasz dyplomaci (śpiewana na melodię Marsylianki).
Prawdopodobnie w czerwcu 1921 opuściła redakcję. W prośbie o zwolnienie z pracy wystosowanej do szefa Oddziału II NDWP z 9 czerwca 1921 jako powód podała niezgodność jej przekonań osobistych z linią polityki prowadzonej wobec powstania. Prawdopodobnie chodziło o dążenie przywódców powstania do jego likwidacji, z czym się nie zgadzała. Przyczyna może leżeć także w zaostrzeniu się sprzeczności między Wojciechem Korfantym a grupą piłsudczykowską, do której prawdopodobnie należeli Zarzycka wraz z Wiluszem. Powodem odejścia Zarzyckiej i Wilusza mógł być też fakt, że w redakcji umacniały się coraz bardziej wpływy endeckie. Na przełomie maja i czerwca na łamach „Powstańca” przedrukowano szereg artykułów z endeckich pism warszawskich – „Rzeczypospolitej” i „Gazety Warszawskiej”. Były to artykuły autorstwa Stanisława Strońskiego, Kazimierza Smogorzewskiego oraz Henryka Korab-Kucharskiego. Treść ostatnich numerów „Powstańca" świadczy o tym, że w jego redakcji umocniły się wpływy endecko-chadeckie.
10 stycznia 1922 Olga Zarzycka wzięła ślub z redakcyjnym kolegą, Ludwikiem Ręgorowiczem.
Po wyjeździe ze Śląska kontynuowała przerwane studia na polonistyce i historii. W latach 1922–1927 pracowała jako nauczycielka w prywatnym żeńskim seminarium nauczycielskim w Poznaniu. Wróciła na Śląsk w 1927, kiedy to Ludwik Ręgorowicz został zatrudniony w wydziale oświecenia publicznego Urzędu Wojewódzkiego w Katowicach. Olga w tym okresie pracowała społecznie w Związku Obrony Kresów Zachodnich i w Towarzystwie Polek. Współorganizowała Śląski Komitet Pracy Kobiet na  Powszechnej Wystawy Krajowej w Poznaniu w 1929, która zapoczątkowała Międzynarodowe Targi Poznańskie. Z jej inicjatywy (wraz ze Stefanią Eckertową) powstała Księga pamiątkowa pracy społeczno-narodowej kobiet na Śląsku od roku 1880 do roku 1922, zbiór wspomnień kobiet m.in. z okresu powstań śląskich i plebiscytu, prezentowany podczas PeWuKa. Wygłaszała również prelekcje w katowickiej rozgłośni Polskiego Radia. Publikowała wiersze w „Zaraniu Śląskim” i w „Polsce Zachodniej”. Nazywano ją „śląską Iłłakowiczówną” ze względu na szczególny stosunek do Piłsudskiego.
W 1931 na łamach wydawanej w Poznaniu „Strażnicy Zachodniej” zamieściła pionierskie opracowanie twórczości literackiej okresu powstań śląskich i plebiscytu. W 1932 uzyskała doktorat na UJ. Opublikowała m.in. Od regionu – do człowieka. Nowe kierunki w polskiej literaturze śląskiej (1934–1935).
W 1935 razem z mężem przeniosła się do Warszawy. W czasie II wojny światowej prowadziła tajne nauczanie w Rembertowie, gdzie pracowała również po wojnie. W 1947 Ręgorowiczowie powrócili na Śląsk, gdzie Olga pracowała jako polonistka w Liceum dla Dorosłych w Katowicach. W 1950 ponownie zamieszkali w Warszawie.
W 1967 przeszła na emeryturę. W tym samym roku została odznaczona Śląskim Krzyżem Powstańczym. W 1972 została awansowana do stopnia porucznika za udział w powstaniach śląskich.
W 1982 uczestniczyła w Krakowie w uroczystości pięćdziesięciolecia swojego doktoratu. 14 maja tegoż roku brała udział w ceremonii przy pomniku upamiętniającym powstania śląskie i wielkopolskie na Cmentarzu Wojskowym na Powązkach w Warszawie.
Zmarła 2 maja 1986.

## Odznaczenia
- Śląski Krzyż Powstańczy[19].

## Upamiętnienie
Była jedną z 30 bohaterek wystawy „60 na 100. SĄSIADKI. Głosem Kobiet o powstaniach śląskich i plebiscycie” powstałej w 2019 i opowiadającej o roli kobiet w śląskich zrywach powstańczych i akcji plebiscytowej. Koncepcję wystawy, scenariusz i materiały przygotowała Małgorzata Tkacz-Janik, a grafiki Marta Frej.